# Tompojevci
Tompojevci (maďarsky Tomtelke) jsou vesnice a správní středisko stejnojmenné opčiny v Chorvatsku ve Vukovarsko-sremské župě. Nachází se asi 18 km jihovýchodně od Vukovaru. V roce 2011 žilo v Tompojevcích 308 obyvatel, v celé opčině pak 1 565 obyvatel. V opčině kromě Chorvatů, tvořících 61,73 % obyvatelstva, žije také výrazná rusínská, srbská a maďarská menšina.
Součástí opčiny je celkem pět trvale obydlených sídel. Součástí opčiny je též zaniklá vesnice Grabovo, která je i přes svoji opuštěnost od roku 1991 stále považována za samostatné sídlo. V Grabovu se také odehrál v roce 1991 masakr na farmě Ovčara. Dříve byla součástí opčiny vesnice Novi Čakovci, která se v roce 1991 stala součástí vesnice Čakovci. Přestože je správním střediskem opčiny vesnice Tompojevci, jejím největším sídlem je Berak a Tompojevci jsou ve skutečnosti po vesnici Bokšić druhou nejmenší obydlenou vesnicí v opčině.
- Berak – 386 obyvatel
- Bokšić – 126 obyvatel
- Čakovci – 367 obyvatel
- Mikluševci – 378 obyvatel
- Tompojevci – 308 obyvatel

Územím opčiny procházejí župní silnice Ž4196 a Ž4197. Severně se nachází akumulační přehradní nádrž Grabovo.